# 地下人
地下人（又称地下官人）是日本的一种官人。在日语中，有时简称为地下。初指未得昇殿之诏书的官吏，然而后来，同样不得升殿的武士或庶民，也以此称呼指代。明治时代以后，只要不是原公家之族，侯爵和伯爵等华族也一并称为地下人。
原则上，享三位（受封公卿）以上品秩之人，可以升殿；或者，只要特别地得到升殿之诏书，即使是四位、五位的贵族，或是官居六位的藏人，都可以升殿，成为殿上人。但是，上述之人如果因政治上或个人上的特别缘故，实际上未得升殿之诏书，即使是公卿，也属于地下人。“地下”的公卿被称为“地下的公卿”或“地下的上达部”；四位、五位的地下人，被称为「地下的诸大夫」。
近代以后，各家家格陆续固定下来，可以升殿的堂上家和属于地下人的地下家，被严格地罗列，界定。
在日本战国时代的乡村，当地乡绅也被称为地下人。